# Djanis Bouzyani
Djanis Bouzyani, né le 16 novembre 1992 à Nanterre, est un acteur, réalisateur et scénariste français.

## Biographie
Né à Nanterre, Djanis Bouzyani, benjamin d’une fratrie de sept enfants, suit une formation de danseur qui commence à Paris et se poursuit à l’école de danse de Debbie Reynolds à Los Angeles. Il fait quelques figurations dès le milieu 2000, avant de décrocher son premier rôle important dans L'Assaut de Julien Leclercq.
Il travaille à la direction artistique du Crazy Horse avec Ali Mahdavi et Philippe Decouflé et collabore avec les actrices Noémie Lenoir, Clotilde Courau, et la danseuse Dita von Teese. En 2012, il est le partenaire de Dita von Teese dans Forbidden Love, un court-métrage dans lequel le plasticien et photographe Ali Mahdavi explore les ténèbres de l'inceste et de la mort.
En 2015, il écrit et réalise le court-métrage Burqarnaque avec Hafsia Herzi, actrice rencontrée sur le plateau du doublage du Chat du rabbin de Joann Sfar, avec qui depuis il est devenu proche. Le film est présenté dans plusieurs festivals dont celui de Clermont-Ferrand
En 2019, Hafsia Herzi fait de lui son meilleur ami dans son premier long métrage Tu mérites un amour. Il y est Ali, un jeune homme lumineux qui la réconforte avec beaucoup d’humour dans ses aventures amoureuses malheureuses. Le film est la révélation à la Semaine de la critique lors du Festival de Cannes 2019.

## Filmographie

### Comme acteur

#### Cinéma
- 2005 : Zim and Co. de Pierre Jolivet : un enfant
- 2007 : Regarde-moi d'Audrey Estrougo : un enfant
- 2011 : Toi, moi, les autres d'Audrey Estrougo : Momo
- 2011 : L'Assaut de Julien Leclercq : Salim
- 2018 : Bonhomme de Marion Vernoux : Thomas
- 2019 : Tu mérites un amour de Hafsia Herzi : Ali
- 2020 : Sœurs de Yamina Benguigui : Nasser
- 2021 : Madame Claude de Sylvie Verheyde : Alban
- 2022 : I Love America de Lisa Azuelos : Luka
- 2022 : La Page blanche de Murielle Magellan : Vincent
- 2023 : L'Arche de Noé de Bryan Marciano : Francis
- 2025 : Laurent dans le vent d'Anton Balekdjian, Léo Couture et Mattéo Eustachon : Farès

#### Courts métrages
- 2010 : Lutèce de David Ribeiro
- 2011 : Brûleurs de Farid Bentoumi : Khalil
- 2012 : Forbidden Love d'Ali Mahdavi : Melki, le dealer
- 2012 : Flics de quartier de Nicolas Filali et Christian Lyon : David, le travesti[6]
- 2014 : Douce Trans d'Ali Mahdavi
- 2015 : Burqarnaque de lui-même : Samir / Samira
- 2022 : Celle qui n'avait pas vu Friends de Charlotte Gabris : Ethan
- 2024 : Les Liens du sang de Hakim Atoui : Ali
- 2024 : 5 balles d'Anöuk Tikoudane-Trégan

#### Téléfilms
- 2011 : Le Chant des sirènes de Laurent Herbiet : le frère de Samia
- 2021 : Invulnérables de Stéphanie Pillonca-Kervern : Samy
- 2022 : La Cour de Hafsia Herzi : Vincent

#### Documentaire
- 2018 : Jean Paul Gaultier: Freak and Chic de Yann L'Hénoret

### Comme réalisateur
- 2015 : Burqarnaque (court métrage) avec Hafsia Herzi, David Ribeiro, Djanis Bouzyani, Donia Bouzyani, Julia Melkonova, Sofia Falkova, Valérie Blanc, Yvette D'Hon

### Comme scénariste
- 2012 : Forbidden Love (court métrage) d'Ali Mahdavi
- 2015 : Burqarnaque (court métrage) de lui-même

### Doublage
- 2011 : Le Chat du rabbin de Joann Sfar et Antoine Delesvaux : le disciple

## Distinctions
- 2019 : Mention Spéciale au Festival du film francophone d'Angoulême pour Tu mérites un amour[7]
- 2019 : Prix du jury du meilleur second rôle masculin et Prix du public du meilleur second rôle masculin au Festival Jean Carmet de Moulins pour Tu mérites un amour
- 2020 : présélection « Révélation » pour le César du meilleur espoir masculin pour Tu mérites un amour
- 2020 : Prix du meilleur acteur au Festival international du film de Vilnius, pour Tu mérites un amour
- 2020 : Prix du meilleur acteur dans un second rôle au festival Plurielles de Compiègne, pour Tu mérites un amour